# 博饶本
博饶本（Edmund Hamer Broadbent，1861年—1945年），英国基督教普利茅斯弟兄会领袖，《走天路的教会》（The Pilgrim Church）一书的作者。
1861年，博饶本出生于英国兰开夏郡。他在十余岁时开始研读新约，20岁去德国柏林，在许多地方按照使徒时期教会模式建立地方教会，他也花费将近50年时间在中欧和东欧旅行，熟悉大量基督徒团体，并对其历史起源进行研究，因此得以写出《走天路的教会》。博饶本一直活跃于教会侍奉，直到1945年逝世。